# النزاع بين حماس والأونروا بشأن الهولوكوست
اندلع النزاع بين حماس والأونروا حول الهولوكوست في 31 أغسطس/آب 2009، في أعقاب تصور ظهر في قطاع غزة مفاده أن وكالة الأمم المتحدة لإغاثة وتشغيل اللاجئين الفلسطينيين (الأونروا) تخطط لإدراج دورة في حقوق الإنسان تتحدث عن الهولوكوست في المنهج الدراسي للصف الثامن في المدارس الإعدادية التي تديرها في القطاع. احتجت حركة حماس، وهي منظمة قومية فلسطينية متطرفة وحركة إسلامية تسيطر بشكل كامل على كل جوانب الحياة في قطاع غزة، ووصفت الهولوكوست بأنها «كذبة من صنع الصهاينة»، وطالبت بإزالة المحتوى المسيء من المناهج الدراسية. وقد رد بعض المسؤولين في وكالة الأمم المتحدة في البداية بإنكار قيامها بتدريس موضوع الهولوكوست في مدارسها أو أنها تخطط لتدريسه في مناهجها الجديدة. وقد أثار هذا الإنكار انتقادات من جانب مجموعات وأفراد مختلفين.[بحاجة لمصدر]

## الخلفية
تدير الأونروا 221 مدرسة من بين أكثر من 600 مدرسة ابتدائية وثانوية في قطاع غزة، حيث تعلّم نحو 200 ألف طفل تتراوح أعمارهم بين 6 و15 عامًا. تسيطر حركة حماس على قطاع غزة منذ سيطرتها على القطاع في يونيو/حزيران 2007 بعد هزيمة قوات الأمن التابعة للرئيس الفلسطيني محمود عباس. وبحسب وكالة أسوشيتد برس، فإن «حماس تحاول تعزيز سيطرتها على غزة، في حين تظهر وكالة الأمم المتحدة بشكل متزايد كحكومة ظل، حيث تقدم الخدمات لنحو مليون شخص من أصل 1.4 مليون شخص في غزة».
لا يتم تدريس الهولوكوست في المدارس التي تديرها الأمم المتحدة للاجئين الفلسطينيين في الضفة الغربية وسوريا والأردن ولبنان، ولا يتم تدريسها في المدارس الحكومية الفلسطينية في الضفة الغربية أو غزة.

## احتجاج حماس
احتجاجا على ما وصفته بخطط لتدريس الهولوكوست لتلاميذ الصف الثامن في مدارس الأمم المتحدة، أرسلت اللجنة الشعبية للاجئين الفلسطينيين التابعة لحركة حماس رسالة مفتوحة إلى رئيس مكاتب الأونروا وصفت فيها الهولوكوست بأنها «كذبة من صنع الصهاينة» وطالبتها بحذف الجزء الذي يتحدث عن الهولوكوست من المناهج الدراسية للتلاميذ الفلسطينيين «على الفور». وقال حسام أحمد، منسق اللجنة الشعبية في قطاع غزة، إن المادة التي كان من المقرر أن تدرج في دورة تدريبية حول حقوق الإنسان «تم تشكيلها بطريقة تظهر التعاطف مع اليهود».
أعربت وزارة الداخلية في حكومة حماس في غزة عن استغرابها من اعتراف مناهج وكالة غوث وتشغيل اللاجئين الفلسطينيين (الأونروا) بالهولوكوست. وجاء في بيان وزارة الداخلية: «إننا نرفض تعليم تلاميذنا مثل هذه الأفكار التي تتعارض مع معتقداتنا الفلسطينية»، داعية وزارة التعليم «إلى التحقق من صحة مثل هذه الأخبار».
وقال رئيس لجنة التربية والتعليم في حركة حماس في غزة عبد الرحمن الجمل إن الهولوكوست «كذبة كبيرة». في هذه الأثناء، انتقد وزير التعليم في حكومة حماس محمد عسقول وكالة الأونروا، قائلا إنها لا تحترم «سيادة» حماس على غزة. وقال إنه يخطط لطلب عقد اجتماع مع مسؤولي الوكالة «لضمان التنسيق اللازم».
وقال الزعيم الروحي لحركة حماس يونس الأسطل إن تعليم الأطفال عن الإبادة الجماعية التي ارتكبها النازيون ضد اليهود سيكون بمثابة «تسويق للكذبة»، ووصف إمكانية إدخال هذه المادة إلى مدارس غزة بأنها «جريمة حرب».
وقال المتحدث باسم حماس سامي أبو زهري إن حماس ترفض أي محاولة لإدخال الهولوكوست في المناهج الدراسية باعتبارها «نوعاً من التطبيع مع إسرائيل ومحاولة لسد الفجوة النفسية بين إسرائيل والفلسطينيين».
وقالت جميلة الشنطي، المسؤولة في المجلس التشريعي لحركة حماس: «إن الحديث عن الهولوكوست وإعدام اليهود يتناقض ويخالف ثقافتنا ومبادئنا وتقاليدنا وقيمنا وتراثنا وديننا».
وقال مصطفى الصواف، رئيس تحرير صحيفة فلسطين التابعة لحماس، إن الأمم المتحدة «يجب أن تُمنع أيضًا من تنفيذ هذه السياسة التدميرية التي تضر بتاريخنا وحضارتنا وكذلك ثقافة شعبنا».

## استجابة الأونروا
نفت الأونروا تدريسها للهولوكوست في المدارس الإعدادية أو إدراجه ضمن مناهج الطلاب. وصرح عدنان أبو حسنة، المتحدث باسم الأونروا في غزة، قائلاً: «هذه التقارير عارية عن الصحة تمامًا. المنهج الدراسي الحالي الذي يُدرّس للتلاميذ في مدارس الأونروا لا يتضمن أي إشارة إلى موضوع الهولوكوست».
وبالمثل، ووفقًا لوكالة معا الإخبارية، صرحت المفوضة العامة للأونروا، كارين أبو زيد، في مؤتمر صحفي عُقد في الأول من سبتمبر/أيلول: «أستطيع دحض الادعاءات القائلة بأن مناهج الأمم المتحدة المدرسية تتضمن أي شيء يتعلق بالهولوكوست. يمكن لأي شخص الاطلاع على الكتب المدرسية. في الواقع، نحن نركز على حقوق الإنسان في المناهج الدراسية.» وقد شككت الأونروا لاحقًا في دقة هذا التقرير.
كما نفت الوكالة نيتها إدراج هذه المادة في منهجها الدراسي الجديد. وصرح محمود الحمديات، مدير دائرة التعليم في الأونروا بقطاع غزة، قائلاً: «لم تنتهِ الأونروا بعد من وضع اللمسات الأخيرة على المنهج الدراسي الجديد... على حد علمي، لا يتضمن المنهج أي شيء عن الهولوكوست».
وبحسب وكالة أسوشيتد برس، اقترحت كارين أبو زيد إدراج معلومات عن الهولوكوست في السنوات اللاحقة، لكن المنهج الذي يجري تطويره كان لا يزال في مرحلة المسودة. وكتبت وكالة اسوشيتد برس أيضًا أن موقع الأونروا على الإنترنت ذكر خططًا عامة لإدراج الهولوكوست في الدروس حول «السياق التاريخي» الذي أدى إلى صدور الإعلان العالمي لحقوق الإنسان عام 1948.
وقال رئيس وكالة غوث وتشغيل اللاجئين الفلسطينيين (الأونروا) في غزة جون جينج إنه يعتقد أن النزاع حول المنهج الدراسي له علاقة أكبر بمحاولات حماس التدخل في شؤون المنظمة الأممية وليس بالهولوكوست. وأضاف جينج أنه يشعر بأن أي دورة في مجال حقوق الإنسان غير مكتملة دون مناقشة الهولوكوست، لكن ذلك يتجاوز تفويض الأونروا لكتابة نصوص حول الهولوكوست واقتلاع الفلسطينيين من جذورهم. وبحسب أحد مصادر الأمم المتحدة، فقد كانت الدروس قيد الدراسة ضمن دورة حقوق الإنسان لعام 2009-10.

### اقتباسات متنازع عليها
وفي بيان أصدرته الأونروا في الرابع من سبتمبر/أيلول، نفت الوكالة صحة الأقوال غير المحددة التي قالت إن مركز سيمون فيزنتال نسبها إلى كارين أبو زيد وجون جينج. وكان المركز قد نقل سابقًا عن أبو زيد قوله: «نركز على حقوق الإنسان في المناهج الدراسية» و«إن قتل ستة ملايين يهودي وخمسة ملايين آخرين من غير المرغوب فيهم... ليس قضية حقوق إنسان»، وعن جينج قوله: «لا نية لدمج مواد ومواضيع [عن الهولوكوست] تتعارض مع رغبة المجتمع الفلسطيني». ووفقًا لأحد الصحفيين، فإن اقتباسات أبو زيد «غير قابلة للتتبع»، وأن اقتباس جينج «يستند إلى ترجمة حاسوبية لتقرير باللغة العربية نشرته وكالة بال توداي، وهي وكالة أنباء مقرها قطاع غزة ذات توجه إسلامي، نقلاً عن مسؤول في حماس زعم أنه اقتبس من جينج».

## انتقادات للأونروا
وتعرضت الوكالة التابعة للأمم المتحدة لانتقادات من جهات مختلفة في أعقاب التقارير الأولية التي أشارت إلى أنها لن تدرج مناقشة الهولوكوست في تعليمها لحقوق الإنسان.
قالت عضو الكونجرس الأمريكي إيلينا روس ليهتينين (جمهوري من فلوريدا) في بيان لها إن «فصل الهولوكوست عن حقوق الإنسان (وكالة الأمم المتحدة) يسلط الضوء على التحيز المعادي للسامية الذي يسود نظام الأمم المتحدة».
ودعا مركز سيمون فيزنتال إلى إقالة أبو زيد وجينج، وطالب الولايات المتحدة وكندا بتعليق تمويل الوكالة التابعة للأمم المتحدة في انتظار حل هذه القضية. وكانت الولايات المتحدة ثاني أكبر مانح للوكالة في عام 2008، حيث قدمت لها ما يقرب من 96 مليون دولار من ميزانيتها البالغة 541.8 مليون دولار.
قال المؤتمر اليهودي الأمريكي في بيان: «من المُحبط أن وكالة الأمم المتحدة لإغاثة وتشغيل اللاجئين الفلسطينيين (الأونروا) لم تنتقد حماس لحرمان أطفال غزة من معرفة أحد أهم أحداث القرن العشرين. بل سارعت إلى إنكار تدريس الهولوكوست في مدارسها أو أنها تفكر في تدريسه مستقبلاً».

## ردود أخرى
وقال جهاد زكارنة نائب وزير التربية والتعليم في الضفة الغربية إن تعليم الأطفال الفلسطينيين عن المحرقة يجب أن ينتظر حتى يتم التوصل إلى اتفاق سلام مع إسرائيل. «عندما تنهي إسرائيل احتلالها لأرضنا وشعبنا وتعطينا حقنا في الاستقلال وتقرير المصير، فإننا سنناقش هذه القضية معهم».

## العواقب
في أكتوبر/تشرين الأول 2009، صرح جون جينج لصحيفة الإندبندنت بأنه «واثق وعازم» على إدراج الهولوكوست في المنهج الدراسي، قائلاً: «لا يكتمل أي منهج لحقوق الإنسان دون إدراج حقائق الهولوكوست ودروسها». في ذلك الوقت، كان من المتوقع أن يتم الانتهاء من المنهج الدراسي خلال أسابيع ثم طرحه للتشاور مع الآباء والجمهور. في نوفمبر 2010، أكد جينج في مقابلة أن الهولوكوست كان قيد المناقشة في مدارس الأونروا في غزة، مشيرًا إلى «أننا نثري المنهج ببرنامجنا لحقوق الإنسان، لجميع الأعمار. نعلم الأطفال عن تاريخ حركة حقوق الإنسان. لقد أسسنا برنامجنا على الإعلان العالمي لحقوق الإنسان، الذي نشأ من أهوال الحرب العالمية الثانية. لذلك نعلم الأطفال أهوال الحرب، بما في ذلك الهولوكوست. كما نعلم الأطفال عن القرار الذي تم اعتماده بالإجماع بشأن ذكرى الهولوكوست، وهو قرار للأمم المتحدة عام 2005 اقترحته دولة إسرائيل واعتمدته الجمعية العامة».
ولاقت جهود الأونروا انتقادات متواصلة من بعض الإسلاميين الفلسطينيين. حذر أحد الكتاب في مركز فلسطين للإعلام المؤيد لحماس من أن «بعض الدوائر داخل الأونروا... تحاول تقديم «الهولوكوست» [ك‍] في المناهج الدراسية الفلسطينية في قطاع غزة». وأشار إلى أن هذه الجهود تشير إلى «ميل صهيوني خبيث لغسل أدمغة الفلسطينيين، وخاصة الأجيال الشابة، لقبول الصهيونية أو على الأقل فهمها، وهي أيديولوجية سياسية فاشية مليئة بالكراهية».
وقد اندلع المزيد من الجدل عندما أصبح من المعروف أن الأونروا، ضمن مشروعٍ إرسال أفضل طلابها من غزة في مجال حقوق الإنسان في زيارة إلى الولايات المتحدة، قد أخذتهم إلى معرض عن الهولوكوست في مقر الأمم المتحدة في نيويورك. وبحسب بيان صادر عن دائرة شؤون اللاجئين في حماس، «إننا ندين هذا العمل المشبوه على أمل ألا يكرره مسؤولو التعليم في الأونروا في قطاع غزة؛ ونأمل أن تتخذ السلطة الفلسطينية موقفاً وطنياً لوقف الفساد الأيديولوجي بين الشباب الفلسطيني».
في أكتوبر/تشرين الأول 2012، وفي أعقاب تقارير تفيد بأن الأونروا تخطط لإعادة تقديم منهج الهولوكوست، عارضت حماس ذلك مرة أخرى، ودعت الأونروا إلى التوقف عن تنفيذ «مشاريع مشبوهة في سياق الخدمات التي تقدمها للاجئين الفلسطينيين».